# Croton ferruginellus
Espèce
Croton ferruginellus est une espèce de plantes à fleurs du genre Croton et de la famille des Euphorbiaceae, peut-être présente au Brésil.
Il a pour synonyme :
- Oxydectes ferruginella, (Müll.Arg.) Kuntze